# Blakea trinervia
Blakea trinervia är en tvåhjärtbladig växtart som beskrevs av Carl von Linné. Blakea trinervia ingår i släktet Blakea och familjen Melastomataceae. Inga underarter finns listade i Catalogue of Life.